# Irreducibelt element
Ett irreducibelt element är ett element p ≠ 0, i en heltalsring, som inte är inverterbart och sådant att om p = a·b, så är a eller b inverterbart. I ringen av heltal Z,  sammanfaller de irreducibla elementen med primtalen. 
Generellt gäller, att i en heltalsring är varje primelement irreducibelt. Det gäller dock inte omvänt, att varje irreducibelt element i en heltalsring är ett primelement, som exempelvis i heltalsringen Z [i·{\displaystyle {\sqrt {5}}}]. I en  principalidealring gäller även det omvända, det vill säga, att de irreducibla elementen i en sådan sammanfaller med primelementen.